# بنی ورسوس
بنی ورسوس (به عربی: بنی ورسوس) یک شهرداری در الجزایر است که در استان تلمسان واقع شده‌است.